# Leschenaultia albifacies
Leschenaultia albifacies är en tvåvingeart som beskrevs av Jacques-Marie-Frangile Bigot 1888. Leschenaultia albifacies ingår i släktet Leschenaultia och familjen parasitflugor. Inga underarter finns listade i Catalogue of Life.